# Kazalište Bochum
Kazalište Bochum (njem. Schauspielhaus Bochum) naziv je gradskoga kazališta u njemačkom gradu Bochumu, smještenog u gradskoj općini Königsallee. Jedno je od najvećih i najprestižnijih kazališta u cijeloj Sjevernoj Rajni-Vestfaliji.

## Povijest

### 1907. – 1945.
Arhitekt Clemens Erlemann, graditelj četvrti Bochum-Ehrenfeld, napravio je planove za izgradnju prijeko potrebnog gradskog kazališta. Bochum je početkom 20. stoljeća doživio vrhunac ekonomskog buma, stoga novci nisu bili problem pri izgradnji kazališta. Gradnju je jedino kočilo neriješeno pitanje zemljišta na kojemu je nekada bilo staro kazalište. Rješavanjem zemljišnog spora 1906., grad izdaje dozvolu za gradnju novoga kazališta. Gradsko kazalište Bochum građeno je dvije godine (1907. – 1908.) prema nacrtima Clemensa Erlemanna i Paula Englera. Nakon svečanoga otvorenja najvećeg kazališta u Ruhrskoj oblasti, na kazališnim su daskama izvedene mnoge premijere poznatih kazališnih škola. Zbog čestih gostovanja uglednih kazališnih škola, Gradsko kazalište Bochum dobilo je nadimak Appollo Theatre. Nadimak se nije dugo održao, jer je kazalište s dolaskom Prvoga svjetskoga rata imalo sve više ekonomskih poteškoća.
Bombardiranja na slijepo u kasnim večernjim satima imali su za cilj pogađanje gospodarskih objekata. No često su stradale stambene građevine i javne ustanove. Tako je i tijekom učestalih bombardiranja 1914. Gradsko kazalište Bochum najprije oštećeno, a zatim i razoreno do temelja. Ipak, već početkom 1915. kazalište je obnovljeno, prema planu kölnskog arhitekta i zaljubljenika u kazalište Carla Moritza. Preuređivanjem su elementi art nouveaua zamijenjeni onima iz razdoblja klasicizma. Tijekom Prvoga svjetskoga rata na pozornici Gradskoga kazališta Bochum gostovala je kazališna družina iz Düsseldorfa. Krajem Prvoga svjetskoga rata Bochum se počinje urbanizirati po uzoru na Düsseldorf. Saladin Schmitt bio je prvi intendant Gradskoga kazališta i Bochumskog simfonijskog orkestra, koji je u kazalištu održao i nekoliko koncerata. Na repertoaru su bile skladbe Wolfganga Amadeusa Mozarta, Ludwiga van Beethovena i Petra Iljiča Čajkovskoga. Saladin Schmitt je također bio redatelj, scenarist i ravnatelj Bochumske glumačke škole.
Prilikom strahovitoga zračnoga napada 4. studenoga 1944. na Bochum, gotovo do temelja je razorena zgrada Gradskoga kazališta.

### 1945. do danas
Za vrijeme rekonstrukcije i obnove kazališta, osam su se godina (1945. – 1953.) predstave održavale u Gradskom parku u tzv. Parkhaus. Tek potkraj 1940-ih počelo se planirati obnovu kazališta. Uprava grada Bochuma je projekt obnove povjerila arhitektu Gerhardu Moritzu Graubneru, a radovi na obnovi započeti su 1. lipnja 1951. Obnova zgrade dovršena je 15. kolovoza 1953., a prva je predstava u novom Kazalištu Bochum odigrana 23. rujna.
Sama dvorana kazališta polukružna je oblika s nekoliko stotina uređenih sjedala, izgledom podsjećajući na mali amfiteatar. Polukružnim oblikom dvorane se pozornica približila gledateljima. Kazalište Bochum najstarije je njemačko kazlište s ovakvim stilom umutrašnjega rasporeda, čime je skinuta tzv. željezna zavjesa između glumaca i publike u njemačkoj kazališnoj scenografiji.
Osim dvorane kazalište sadrži i garderobu za posjetitelje, kavanu i salon, a kazalište obiluje i balkonima, stilski ukrašenim kamenim kipovima kao potpornjima i njemačkim baroknim i rokoko ukrasima. U dvorani se nalazi poznati zlatni barokni luster, često zvan lukovice tulipana, negdašnje blago Bochumske vlastele. U kazalištu se nalazi i mala izložba vrijedne ostavšine, koju posjetitelji mogu razgledati nakon predstave. Nakon obnove kazališta slijedila je obnova dvorane, tzv. Kammerspiele. Obnova je započela 1966., a iste godine, u listopadu 1966. otvorena je s kapacitetom od 410 sjedaćih mjesta.
Intendant Hans Schalla je 1950-ih i 1960-ih godina 20.stoljeća postavio djela poznatih suvremenih kazališnih autora i teatrologa poput Jeana-Paula Sartrea, Samuela Becketta ili Georgesa Schéhadéa. Njegov koncept naslijedio je Peter Zadek s izvedbom poznatoga Revuea (Mali čovjek - a što sada?). Na kazlišnim daskama odigrala se i Lilia Ferenca Molnáara, Menschen im Hotel i Rosa von Praunheim autora Vickia Bauma i predstava Salomé Oscara Wildea. Ove vrlo poznate kazališne predstave glumili su Hannelore Hoger, Rosel Zech, Ulrich Wildgruber, Hermann Lause, Fritz Schediwy i Herbert Grönemeyer.
1972. je intendant Peter Zadek otvorio treću, manju dvoranu, koja može služiti kao studio za produkciju. Vrhunac kazaište doživljava 1980-ih, pod vodstvom Mraza Peymanna. Njegov su Bochumski kazališni ansambl brojile zvijezde kazališne scene: Gert Voss, Kirsten Dene i Traugott Buhre, koje su podigle kazalište na savezni rang. Peymann je također stavljao naglasak na suvremene autore poput Thomasa Bernharda, Heiner Müller i Peter Turrini.
Nakon Peymannova oproštaja u Beču, Frank Patrick Steckel preuzeo je mjesto intendanta u kazalištu. On je u kazalište doveo redatelje poput Andrea Bretha i Jürgena Goscha prvi puta u Bochum, uvodeći novitete na kazališnu pozornicu. Kazalište je za njegova mandata ugostilo mnoge premijere i nekoliko praizvedbi domaćih autora.
1995. kazalište je preuzeo dotad namlađi intendant Leander Haussmann u cijeloj Njemačkoj. On je težio da sa svojim kolegama i redateljeima Jürgenom Kruseom i Dimiterom Gotscheffom modernizira kazalište i privuče više publike, koja je kazalište sve više počela mijenjnati za kino.  Njegov logo blistavo srce i mlađa glumačka postava privukli su i mlađe generacije gledatelja, što nije bilo uspjelo njegovu prethodniku. Za njegova mandata za Kazalište u Bochumu znalo se u cijeloj Njemačkoj, te je bilo podignuto na razinu državnog kazališta.
Poslije njega mjesto preuzima "mlađahni" 37-godišnjak Matthias Hartmannm, koji se posvetio oglašavanju i produkciji. Nastavivši voditi politiku svojega pretodnika u kazalište je privlačio sve generacija, a posebno se posvetio najmlađima. Za njih je često organizirao školske ture po kazalištu. Iz kazališnog časopisa više puta je bio proglašen najboljim intendantom u Njemačkoj svoga vremena. Kao i njegov prethodnik napustio je kazalište 2005. ostvarivši u njemu samo jedan mandat.
S početkom sezone 2005./2006. kazalište je preuzeo bivši intendant minhenskog Residenz kazališta Elmar Gorden. On je kazalište vodio i u sklopu projekta Europska prijestolnica kulture pod nazivom RUHR 2010. Novi ravnatelj na početku sezone 2010./2011. je Anselm Weber, bivši direktor Essenskog kazališta.

## Umjetnički voditelji
1. Saladin Schmitt (1919. – 1949.)
2. Hans Schalla (1949. – 1972.)
3. Peter Zadek (1972. – 1979.)
4. Claus Peymann (1979. – 1986.)
5. Frank-Patrick Steckel (1986. – 1995.)
6. Leander Haußmann (1995. – 2000.)
7. Matthias Hartmann (2000. – 2005.)
8. Elmar Goerden (2005. – 2010.)
9. Anselm Weber (2010. –)

## Glumački ansambl
Osim stalne glumačke postave, navedeni su i svi oni koji su više puta nastupili u Bochumskom kazalištu.
| A - Michael Abendroth - Manuela Alphons - Alessio Attanasio - Thomas Anzenhofer - Michael von Au B - Dietmar Bär - Maria Baden - Veronika Bayer - Roland Bayer - Friederike Becht - Sven-Eric Bechtolf - Renate Becker - Maja Beckmann - Ortrud Beginnen - El Hedi ben Salem - Hennes Bender - Heinz Bennent - Christian Berkel - Uwe Dag Berlin - Brigitte Beyeler - Josef Bierbichler\|Sepp Bierbichler - Andreas Bittl - Marc Oliver Bögel - Manfred Böll - Marquard Bohm - Martina von Boxen - Rolf Boysen - Markus Boysen - Matthias Brandt - Charles Brauer - Martin Bretschneider - Jele Brückner - Gerd Brüdern - Anne-Marie Bubke - Thomas Büchel - Manuel Bürgin - Johann von Bülow - Traugott Buhre C - Roberto di Camillo - Margit Carstensen - Horst Caspar - Ingrid Caven - Andrea Clausen D - Claude De Demo - Kirsten Dene - Ursula Dirichs - Ralf Dittrich - Dunja Dogmani - Cornelia Dörr - Therese Dörr - Angelica Domröse - Minnie Maria Dronke - Adnan Dushaku E - Matthias Eberle - Werner Eggenhofer - Christoph Eichhorn - Werner Eichhorn - Einstürzende Neubauten - Martina Eitner-Acheampong - Bettina Engelhardt F - Martin Feifel - Wolfgang Feige - Christoph Finger - Bettina Fless - Marina Frenk - Uwe Friedrichsen - Elena Friso | G - Bruno Ganz - Gerhard Garbers - Johanna Gastdorf - Sina-Maria Gerhardt - Alexander Geringas - Elisabeth Goebel - Lukas Graser - Lucas Gregorowicz - Anna Grisebach - Wolfgang Grönebaum - Herbert Grönemeyer - Andreas Grothgar - Jonas Gruber H - Therese Hämer - Monika Hansen - Elisabeth Hart - Henning Hartmann - Jürgen Hartmann - Oliver Hasenfratz - Rainer Hauer - Ruth Hausmeister - Ezard Haußmann - Paul Herwig - Edith Heerdegen - Nicole Heesters - Urs Hefti - Hans Hirschmüller - Barbara Hirt - Klaus Höhne - Eva-Maria Hofmann - Hannelore Hoger - Marianne Hoppe - Mavie Hörbiger - Traute Hoess - Dieter Horn - Martin Horn - Leopold Hornung - Karolina Horster - Nina Hoss - Dieter Hufschmidt - Stefan Hunstein I–J - Benno Ifland - Peter Jordan - Stefan Jürgens K - Janko Kahle - Jan Kämmerer - Klaus Kammer - Steve Karier - Christine Kaufmann - Nikolai Kinski - Pola Kinski - Burghart Klaußner - Zora Klostermann - Martin Klukas - Waldemar Kobus - Sebastian Koch - Wolfram Koch - Imogen Kogge - Lothar Kompenhans - Hans Korte - Diether Krebs - Hedi Kriegeskotte - Joachim Król - Fabian Krüger - Annika Kuhl - Steffi Kühnert - Holger Kunkel - Evelyn Künneke - Raiko Küster - Günter Kütemeyer | L - Anabelle Lachatte - Günter Lamprecht - Florian Lange - Leonard Lansink - Hermann Lause - Jeong Lee - Matthias Leja - Markus Lerch - Fritz Lichtenhahn - Karl-Heinz von Liebezeit - Katharina Linder - Hugo Lindinger - Christian Loclair - Peter Lohmeyer - Günther Lüders - Joachim Hermann Luger - Werner Lustig - Dörte Lyssewski M - Günter Mack - Michael Maertens - Hans Mahnke - Jürgen von Manger - Ulli Maier - Paulus Manker - Mandana Mansouri - Marie-Luise Marjan - Arnold Marquis - Marco Massafra - Nicola Mastroberardino - Eva Mattes - Peter Meinhardt - Horst Mendroch - Karl Menrad - Hannes Messemer - Ronny Miersch - Klaus Mikoleit - Bernhard Minetti - Ronny Miersch - Oliver Möller - Magdalena Montezuma - Karin Moog - Tobias Moretti - Volker Mosebach - Charlotte Müller N - Oliver Nägele - Sascha Nathan - Tilo Nest - Veronika Nickl - Gero Nievelstein] - Arne Nobel O - Sabine Orléans - Karyn von Ostholt-Haas P - Kristina-Maria Peters - Andreas Pietschmann - Verena Plangger - Ulrich Pleitgen - Peter Probst - Jürgen Prochnow - Karl-Heinz Pelser - Christoph Pütthoff - Friedrich-Karl Prätorius | R - Bernd Rademacher - Sierk Radzei - Felix Rech - Wolf Redl - Matthias Redlhammer - Bettina Redlich - Carola Regnier - Camilla Renschke - Angelika Richter - Roland Riebeling - Agnes Riegl - Ilse Ritter - Peter Roggisch - Nadja Robiné - Armin Rohde - Klaus Rohrmoser - Judith Rosmair - Claude-Oliver Rudolph S - Eva Maria Salcher - Branko Samarovski - Otto Sander - Dimitrij Schaad - Tana Schanzara - Anna Schäfer - Rosel Schäfer - Fritz Schediwy - Alexander Scheer - Hanna Scheibe - Stefan Schießleder - Kurt Josef Schildknecht - Roman Schmelzer - Alexander Maria Schmidt - Harald Schmidt - Sylvester Schmidt - Helge Schneider - Christine Schönfeld - Jens Scholkmann - Ernst Schröder - Henrik Schubert - Joana Schümer - Michael Schütz - Jana Schulz - Marc Oliver Schulze - Verena Schulze - Marc Oliver Schulze - Edith Schultze-Westrum - Hanna Schwab - Martin Schwab - Cornelius Schwalm - Lena Schwarz - Stephan Schwartz - Thomas Schweiberer - Patrick Williams Seebacher - Cathérine Seifert - Henning Sembritzki - Johanna Freyja Sembritzki - Charlotte Sieglin - Konrad Singer - Erika Skrotzki - Xenia Snagowski - Sigmar Solbach - Klaus Sonnenschein - Peter Sowinski - Holger Spengler - Martin Sperr - Heiner Stadelmann - Daniel Stock - Ernst Stötzner - Werner Strenger - Catrin Striebeck - Louisa Stroux | T - Katharina Thalbach - Hilmar Thate - Henriette Thimig - Anne Tismer - Jochen Tovote - Elisabeth Trissenaar - Lilly Marie Tschörtner U - Katja Uffelmann - Gisela Uhlen - Stephan Ullrich V - Roderik Vanderstraeten - Atef Vogel - Felix Vörtler - Karl-Heinz Vosgerau - Gert Voss W - Jutta Wachowiak - Christof Wackernagel - Sven Walser - Herwig Walter - Laurens Walter - Philipp Weigand - Alexander Weise - Silvia Weiskopf - Klaus Weiss - Rahel Weiss - Ulrich Wesselmann - Ulrich Wiggers - Ulrich Wildgruber - Szu-Wei Wu - Thomas Wüpper Z - Franz Xaver Zach - Christian Zacharas - Rymon Zacharei - Orazio Zambelletti - Manfred Zapatka - Rosel Zech - Eleonore Zetzsche - Anke Zillich - August Zirner - Johannes Zirner - Matthias Zschokke - Krunoslav Šebrek |

## Vanjske poveznice
- www.schauspielhausbochum.de – Gradsko kazalište Bochum (službene stranice) (njem.)
- www.historisches-ehrenfeld.de – Dietmar Bleidick: »Das Schauspielhaus Bochum« (povijest) (njem.)
- www.historisches-ehrenfeld.de – Gradsko kazalište Bochum na povijesnim fotografijama (njem.)